# هویسدورف
هویسدورف (به آلمانی: Hoisdorf) یک شهر در آلمان است که در Stormarn واقع شده‌است. هویسدورف  ۳٬۴۷۸ نفر جمعیت دارد.